# Exochus morionellus
Exochus morionellus är en stekelart som beskrevs av Holmgren 1858. Exochus morionellus ingår i släktet Exochus och familjen brokparasitsteklar. Arten är reproducerande i Sverige. Inga underarter finns listade i Catalogue of Life.